# مدن فلسطين

## عهدالدولة العثمانية
كانت التقسيمات الإدارية العثمانية تنقسم إلى الأقسام الآتية:
- الولاية وعلى رأسها الوالي الذي يعود بأموره إلى وزارة الداخلية في إسطنبول.
- عدة ألوية أو متصرفيات تشتمل عليها الولاية وعلى رأسها المتصرف.
- عدة أقضية تضمها الألوية والمتصرفيات وعلى رأسها القائم مقام.
- مديرية أو أكثر يتألف منها القضاء وعلى رأسها مدير الناحية.
- عدة قرى تضمها المديرية أو الناحية ينوب في كل منها عن مدير الناحية أحد أهاليها يعرف باسم المختار.

### متصرفياتفلسطينفي عهدالدولة العثمانية
|   | المتصرفية | الولاية | عدد الأقضية | عدد النواحي | عدد القرى والمزارع |
| - | --------- | ------- | ----------- | ----------- | ------------------ |
| 1 | القدس     | بيروت   | 4           | 14          | 342                |
| 2 | عكا       | بيروت   | 4           | 4           | 256                |
| 3 | نابلس     | بيروت   | 2           | 7           | 238                |

## عهدالانتداب البريطاني على فلسطين
كانت تقسم فلسطين في أواخر عهد الانتداب البريطاني إلى ست مناطق يعرف كل منها باسم لواء أو مقاطعة ويقسم اللواء إلى أقسام أخرى يعرف كل منها باسم قضاء. ورئيس الأولى يدعى حاكم اللواء ورئيس الثانية يسمى قائم مقام. ويشتمل كل قضاء على عدة قرى ينوب في كل منها عن القائم مقام أحد أهاليها ويدعى المختار فالقرية هي أصغر وحدة إدارية. وكلمات لواء وقائم مقام وقضاء هي من بقايا الاصطلاحات الإدارية التي كانت تستعمل في عهد الدولة العثمانية.

### أقضيةفلسطينفي عهدالانتداب البريطاني
|    | القضاء    | اللواء |
| -- | --------- | ------ |
| 1  | عكا       | الجليل |
| 2  | بيسان     | الجليل |
| 3  | صفد       | الجليل |
| 4  | طبريا     | الجليل |
| 5  | الناصرة   | الجليل |
| 6  | حيفا      | حيفا   |
| 7  | نابلس     | نابلس  |
| 8  | جنين      | نابلس  |
| 9  | طولكرم    | نابلس  |
| 10 | القدس     | القدس  |
| 11 | الخليل    | القدس  |
| 12 | رام الله  | القدس  |
| 13 | يافا      | يافا   |
| 14 | الرملة    | يافا   |
| 15 | غزة       | غزة    |
| 16 | بئر السبع | غزة    |

## فلسطيناليوم
تتبع مدن فلسطين التاريخية اليوم إلى كيانين موجودين على أرض فلسطين هما السلطة الوطنية الفلسطينية وإسرائيل.

### أهم مدنفلسطينالخاضعة للاحتلالالإسرائيلي
|    | المدينة        | المنطقة          | عدد السكان |
| -- | -------------- | ---------------- | ---------- |
| 1  | عكا            | المنطقة الشمالية | 46,300     |
| 2  | إسدود          | المنطقة الجنوبية | 207,800    |
| 3  | عسقلان         | المنطقة الجنوبية | 112,900    |
| 4  | بئر السبع      | المنطقة الجنوبية | 195,400    |
| 5  | ديمونة         | المنطقة الجنوبية | 34,600     |
| 6  | إيلات          | المنطقة الجنوبية | 47,900     |
| 7  | حيفا           | منطقة حيفا       | 268,900    |
| 8  | القدس          | منطقة القدس      | 770,000    |
| 9  | اللد           | المنطقة الوسطى   | 67,700     |
| 10 | نهاريا         | المنطقة الشمالية | 51,300     |
| 11 | الناصرة العليا | المنطقة الشمالية | 40,700     |
| 12 | نيشير          | منطقة حيفا       | 21,500     |
| 13 | الرملة         | المنطقة الوسطى   | 65,700     |
| 14 | صفد            | المنطقة الشمالية | 30,100     |
| 15 | سديروت         | المنطقة الجنوبية | 24,000     |
| 16 | تل أبيب        | منطقة تل أبيب    | 404,000    |
| 17 | طبريا          | المنطقة الشمالية | 41,300     |
| 18 | الطيرة         | منطقة حيفا       | 18,800     |

### محافظاتفلسطينالخاضعةللسلطة الوطنية الفلسطينية
|    | المحافظة                | المنطقة       | عدد السكان(2017) |
| -- | ----------------------- | ------------- | ---------------- |
| 1  | جنين                    | الضفة الغربية | 314,866          |
| 2  | طوباس والأغوار الشمالية | الضفة الغربية | 60,927           |
| 3  | طولكرم                  | الضفة الغربية | 186,760          |
| 4  | نابلس                   | الضفة الغربية | 388,321          |
| 5  | قلقيلية                 | الضفة الغربية | 112,400          |
| 6  | سلفيت                   | الضفة الغربية | 75,444           |
| 7  | رام الله والبيرة        | الضفة الغربية | 328,861          |
| 8  | أريحا                   | الضفة الغربية | 50,002           |
| 9  | القدس                   | الضفة الغربية | 435,483          |
| 10 | بيت لحم                 | الضفة الغربية | 217,400          |
| 11 | الخليل                  | الضفة الغربية | 711,223          |
| 12 | شمال غزة                | قطاع غزة      | 368,978          |
| 13 | غزة                     | قطاع غزة      | 652,597          |
| 14 | دير البلح (الوسطى)      | قطاع غزة      | 273,200          |
| 15 | خان يونس                | قطاع غزة      | 269,601          |
| 16 | رفح                     | قطاع غزة      | 233,878          |

## طالع أيضًا
- خربة الطرم.
- بني سهيلا.
- يطا.
- برة قيسارية (حيفا).
- الجلمة (حيفا).
- بيت جالا.
- طبريا.
- حلحول.
- كبارة، حيفا.
- بلد الشيخ.
- بيسان.
- عمواس.
- ياجور (حيفا).
- روابي.
- بئر السبع.
- أبو ديس.
- عسقلان.
- بيت ساحور.